# Tombebœuf
Tombebœuf est une commune du Sud-Ouest de la France, située dans le département de Lot-et-Garonne (région Nouvelle-Aquitaine).

## Géographie

### Communes limitrophes
Les communes limitrophes sont Lavergne, Coulx, Laperche, Monbahus, Montastruc, Montignac-de-Lauzun, Tourtrès et Villebramar.
| Lavergne, Laperche | Montignac-de-Lauzun | Monbahus (sur 100 m) |
| Tourtrès           | Tombebœuf           | Villebramar          |
|                    | Coulx               | Montastruc           |

### Climat
Pour des articles plus généraux, voir Climat de la Nouvelle-Aquitaine et Climat de Lot-et-Garonne.
Historiquement, la commune est exposée à un climat océanique aquitain.  
En 2020, Météo-France publie une typologie des climats de la France métropolitaine dans laquelle la commune est dans une zone de transition entre le climat océanique et le climat océanique altéré et est dans la région climatique Aquitaine, Gascogne, caractérisée par une pluviométrie abondante au printemps, modérée en automne, un faible ensoleillement au printemps, un été chaud (19,5 °C), des vents faibles, des brouillards fréquents en automne et en hiver et des orages fréquents en été (15 à 20 jours).
Pour la période 1971-2000, la température annuelle moyenne est de 12,9 °C, avec une amplitude thermique annuelle de 15,3 °C. Le cumul annuel moyen de précipitations est de 813 mm, avec 10,9 jours de précipitations en janvier et 6,7 jours en juillet. Pour la période 1991-2020, la température moyenne annuelle observée sur la station météorologique la plus proche, située sur la commune de Verteuil-d'Agenais à 5,51 km à vol d'oiseau, est de 13,8 °C et le cumul annuel moyen de précipitations est de 821,3 mm,. Pour l'avenir, les paramètres climatiques de la commune estimés pour 2050 selon différents scénarios d'émission de gaz à effet de serre sont consultables sur un site dédié publié par Météo-France en novembre 2022.

## Urbanisme

### Typologie
Au 1er janvier 2024, Tombebœuf est catégorisée commune rurale à habitat dispersé, selon la nouvelle grille communale de densité à sept niveaux définie par l'Insee en 2022.
Elle est située hors unité urbaine et hors attraction des villes,.

### Occupation des sols

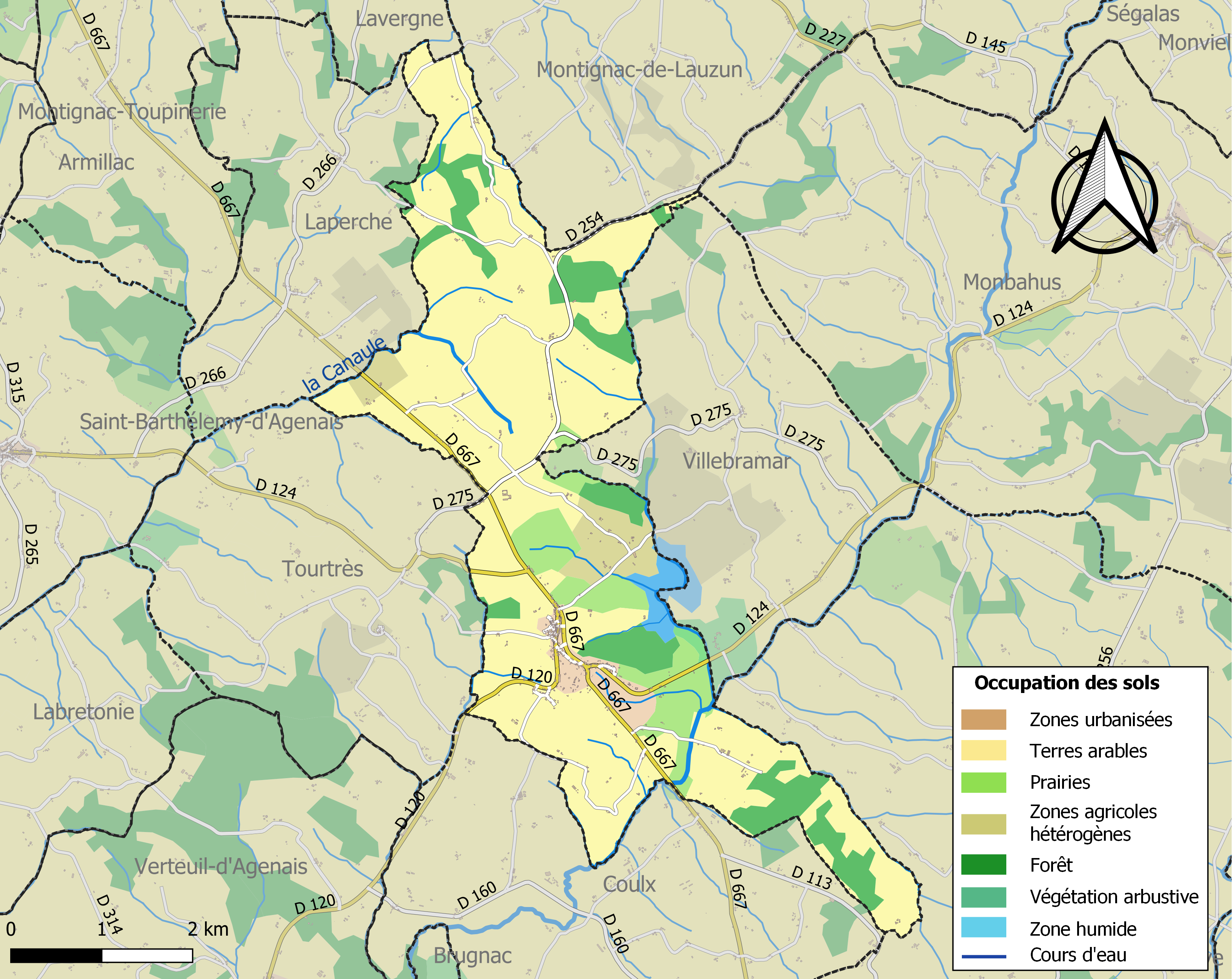
Carte des infrastructures et de l'occupation des sols de la commune en 2018 (CLC).

L'occupation des sols de la commune, telle qu'elle ressort de la base de données européenne d’occupation biophysique des sols Corine Land Cover (CLC), est marquée par l'importance des territoires agricoles (82,2 % en 2018), en diminution par rapport à 1990 (84,3 %). La répartition détaillée en 2018 est la suivante : 
terres arables (69,3 %), forêts (12,9 %), prairies (8,2 %), zones agricoles hétérogènes (4,7 %), zones urbanisées (1,8 %), espaces verts artificialisés, non agricoles (1,4 %), eaux continentales (1,4 %), milieux à végétation arbustive et/ou herbacée (0,3 %). L'évolution de l’occupation des sols de la commune et de ses infrastructures peut être observée sur les différentes représentations cartographiques du territoire : la carte de Cassini (XVIIIe siècle), la carte d'état-major (1820-1866) et les cartes ou photos aériennes de l'IGN pour la période actuelle (1950 à aujourd'hui).

### Risques majeurs
Le territoire de la commune de Tombebœuf est vulnérable à différents aléas naturels : météorologiques (tempête, orage, neige, grand froid, canicule ou sécheresse), inondations, mouvements de terrains et séisme (sismicité très faible). Un site publié par le BRGM permet d'évaluer simplement et rapidement les risques d'un bien localisé soit par son adresse soit par le numéro de sa parcelle.
Certaines parties du territoire communal sont susceptibles d’être affectées par le risque d’inondation par une crue à  débordement lent de cours d'eau, notamment le Tolzac de Verteuil et la Canaule. La commune a été reconnue en état de catastrophe naturelle au titre des dommages causés par les inondations et coulées de boue survenues en 1982, 1992, 1993, 1999, 2009, 2013 et 2021,.
Les mouvements de terrains susceptibles de se produire sur la commune sont des glissements de terrain et des tassements différentiels.

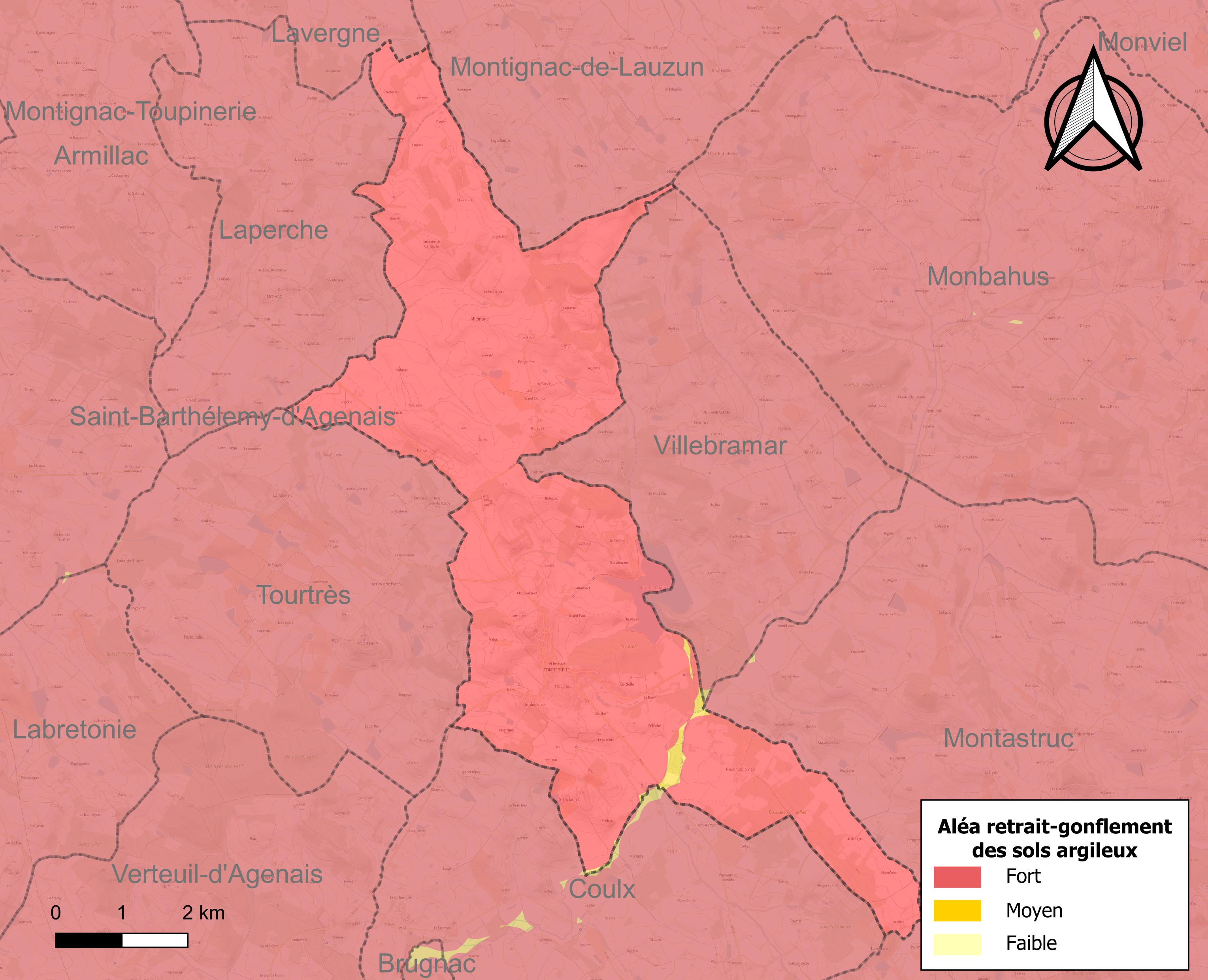
Carte des zones d'aléa retrait-gonflement des sols argileux de Tombebœuf.

Le retrait-gonflement des sols argileux est susceptible d'engendrer des dommages importants aux bâtiments en cas d’alternance de périodes de sécheresse et de pluie. La totalité de la commune est en aléa moyen ou fort (91,8 % au niveau départemental et 48,5 % au niveau national). Depuis le 1er octobre 2020, en application de la loi ELAN, différentes contraintes s'imposent aux vendeurs, maîtres d'ouvrages ou constructeurs de biens situés dans une zone classée en aléa moyen ou fort,.
Concernant les mouvements de terrains, la commune a été reconnue en état de catastrophe naturelle au titre des dommages causés par la sécheresse en 2003, 2005, 2006, 2011 et 2017 et par des mouvements de terrain en 1999.

## Toponymie
Selon une légende, Tombebœuf doit son nom au pape Clément V d’Avignon. Pas de raison probante pour voir dans le premier élément le bas latin tumba « tumulus », ancien nom par exemple du Mont-Saint-Michel.
Il s'agit vraisemblablement d'un des nombreux noms de lieux basés sur le nom du bœuf. Albert Dauzat et Charles Rostaing y voient un « tombe bœuf » métaphore désignant un abattoir. Il a la même signification que les différents Écorchebœuf (par exemple : Écorchebœuf à Sauqueville et à Lassy ou encore Écorchebœuf à Gron, Cher, Pratum que dicitur Escorcheboue 1164); Tubœuf; Thubœuf; etc. du nord de la France, ainsi que la forme occitane Matabiau à Toulouse (de mata buòu).
Cette analogie est aussi motivée par les nombreuses métaphores basées sur le nom du bœuf que l'on trouve partout en France, de même dans le Sud-Ouest les nombreux Écornebœuf et Escornebœuf qui présentent tous des formes anciennes du type Escornabou, Scornaboue basées sur des formations occitanes signifiant précisément « écorne bœuf ».

## Histoire
Tombebœuf est un ancien oppidum sur lequel on a trouvé un atelier de taille de silex.
Ce territoire appartint à la famille de Caumont du XIIIe siècle au XVIe siècle.
Le 22 janvier 2020, un chêne âgé entre 250 et 300 ans obtient le prix du jury au concours du plus bel arbre de France.

## Politique et administration
| Période                                  | Période                 | Identité              | Étiquette | Qualité          |
| ---------------------------------------- | ----------------------- | --------------------- | --------- | ---------------- |
| avant 1981                               | mars 2001               | François de Richemont |           |                  |
| mars 2001                                | mars 2014               | René Corradini        |           | Boucher retraité |
| mars 2014                                | octobre 2014(démission) | Jean Bolzon           |           |                  |
| novembre 2014                            | En cours                | Claude Moinet         |           |                  |
| Les données manquantes sont à compléter. |                         |                       |           |                  |

## Démographie
L'évolution du nombre d'habitants est connue à travers les recensements de la population effectués dans la commune depuis 1793. Pour les communes de moins de 10 000 habitants, une enquête de recensement portant sur toute la population est réalisée tous les cinq ans, les populations de référence des années intermédiaires étant quant à elles estimées par interpolation ou extrapolation. Pour la commune, le premier recensement exhaustif entrant dans le cadre du nouveau dispositif a été réalisé en 2008.

En 2022, la commune comptait 448 habitants, en évolution de −3,24 % par rapport à 2016 (Lot-et-Garonne : −0,18 %, France hors Mayotte : +2,11 %).
| 1793  | 1800 | 1806 | 1821 | 1831 | 1836 | 1841 | 1846 | 1851 |
| ----- | ---- | ---- | ---- | ---- | ---- | ---- | ---- | ---- |
| 3 110 | 765  | 867  | 883  | 974  | 991  | 948  | 898  | 925  |

| 1856 | 1861 | 1866 | 1872 | 1876 | 1881 | 1886 | 1891 | 1896 |
| ---- | ---- | ---- | ---- | ---- | ---- | ---- | ---- | ---- |
| 953  | 970  | 938  | 887  | 928  | 933  | 918  | 867  | 832  |

| 1901 | 1906 | 1911 | 1921 | 1926 | 1931 | 1936 | 1946 | 1954 |
| ---- | ---- | ---- | ---- | ---- | ---- | ---- | ---- | ---- |
| 796  | 770  | 742  | 662  | 653  | 706  | 662  | 596  | 613  |

| 1962 | 1968 | 1975 | 1982 | 1990 | 1999 | 2006 | 2008 | 2013 |
| ---- | ---- | ---- | ---- | ---- | ---- | ---- | ---- | ---- |
| 588  | 545  | 484  | 417  | 450  | 424  | 437  | 441  | 467  |

| 2018 | 2022 | - | - | - | - | - | - | - |
| ---- | ---- | - | - | - | - | - | - | - |
| 457  | 448  | - | - | - | - | - | - | - |

## Lieux et monuments
- Fontaine Louis-XIV.

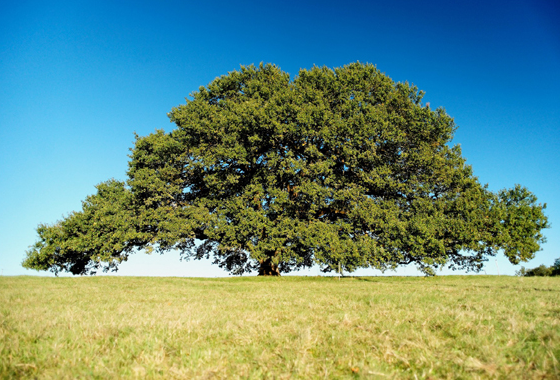
Chêne de Tombebœuf

- Ruines du château de Tombebœuf (XIIe siècle).
- Château de Boisverdun[28].
- Église Notre-Dame : L'église a été une dépendance de l'abbaye de Clairac de la seconde moitié du XVe siècle jusqu'à la Révolution. Elle a été construite sur une terrasse, avec un portail du XVe siècle et clocher du XIIIe siècle. L'église est en mauvais état en 1597 et doit être restaurée. Une chapelle est ajoutée en 1614. La nef est restaurée au XIXe siècle. Ephraïm Pinètre, architecte à Agen, a proposé en 1903 un projet de construction de la sacristie. Il est peut-être intervenu sur la construction de la tribune[29]. Elle est inscrite à l'Inventaire général du patrimoine culturel[30].
- Église Saint-Martin au lieu-dit Allemans[31]. Elle est inscrite à l'Inventaire général du patrimoine culturel[32].
- Maison à empilage au lieu-dit Moulin de la Ville[33].
- Lac en contrebas du village.
- Le Vieux-Chêne, classé Arbre remarquable de France en 2003, avec 38 m d'envergure, 25 m de haut et 6,30 m de circonférence du tronc, dont l'âge est estimé entre 250 et 300 ans[34]. Cette reconnaissance allait se manifester de nouveau, en 2019, par l'attribution du prix de l'Arbre de l'année[35].

## Personnalités liées à la commune
- Louis-Gustave Adolphe Lemercier de Maisoncelle-Vertille, vicomte de Richemont[36] (1805-1873), député de Lot-et-Garonne (1837-1848, 1852-1869), conseiller général de Seyches, maire de Tombebœuf, sénateur du Second Empire ;
- Sébastien Bournac, metteur en scène.